# 1999 KX14
1999 KX14 är en asteroid i huvudbältet som upptäcktes den 18 maj 1999 av LINEAR i Socorro County, New Mexico.
Asteroiden har en diameter på ungefär 4 kilometer och den tillhör asteroidgruppen Nysa.